# Rocca Angitola
Rocca Angitola è una frazione del Comune di Maierato, in Provincia di Vibo Valentia. È posto su un colle che guarda il bacino del lago dell'Angitola, dove ancora si ergono ancora i ruderi della città antica.

## Storia
La leggenda vuole che la città fosse sorta sulle rovine dell'antica Crissa, fondata dal focese Crisso, fratello di Panopeo e prendesse il suo nome in tempi moderni dall'essere edificata sopra una Rocca dirimpetto al fiume Angitola. Durante il medioevo fu denominata Rocca Niceforo, in onore del condottiero bizantino Niceforo Foca il vecchio, che riuscì più volte a sconfiggere i saraceni, ed in epoca tardomedievale fu chiamata Kastron. Era cinta di mura e munita di torri e dai registri angioini risulta che nel 1276 contasse 1 228 abitanti. Nella Reintegra scritta, con licenza di Ferdinando d'Aragona Re di Napoli, nell'anno 1474 risulta che Rocca Angitola aveva sotto la sua giurisdizione diciotto casali.
Nel 1532 vengono registrate 141 famiglie che passano a 263 nel 1545, ed a 275 nel 1651. Da questo momento inizia lo spopolamento favorito anche dai terremoti del 1638 e 1659. La città fu ufficialmente dichiarata abbandonata nel 1772. Infine il terremoto del 1783 distrugge le ultime, ormai abbandonate, costruzioni. Nel 1783 i pochi oggetti sacri risparmiati dal terremoto vennero portati nei paesi vicini, le tre campane della chiesa parrocchiale furono sistemate sul campanile della chiesa parrocchiale di Maierato, ed una di esse è tuttora in funzione. 
Lo splendido Crocifisso del 1400, noto come il "Padre della Rocca" fu trasferito nella collegiata chiesa matrice di San Giorgio Martire di Pizzo.

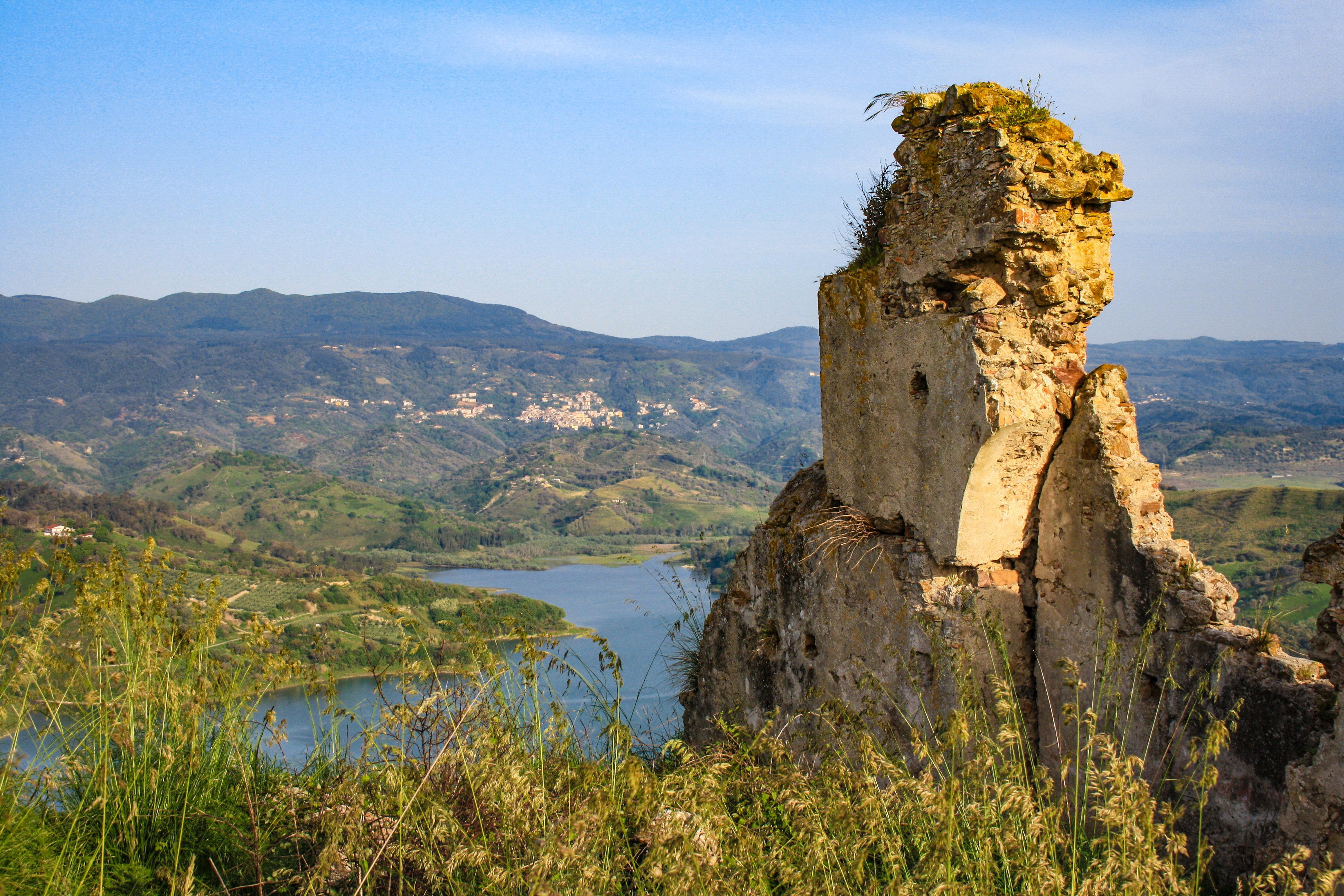
Il lago Angitola visto dalla Rocca Niceforo o Rocca Angitola.
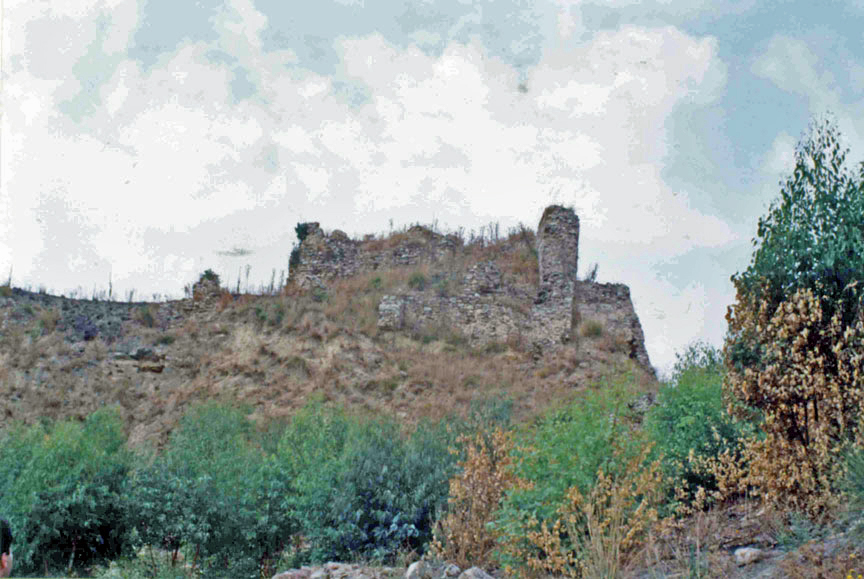
Rocca Angitola, Ruderi del Castello
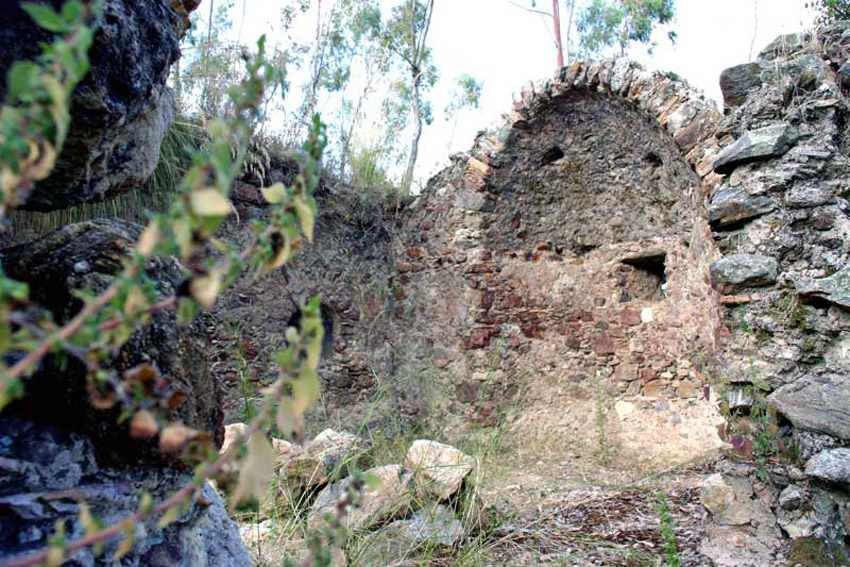
Rocca Angitola, Ruderi Chiesa di San Nicola
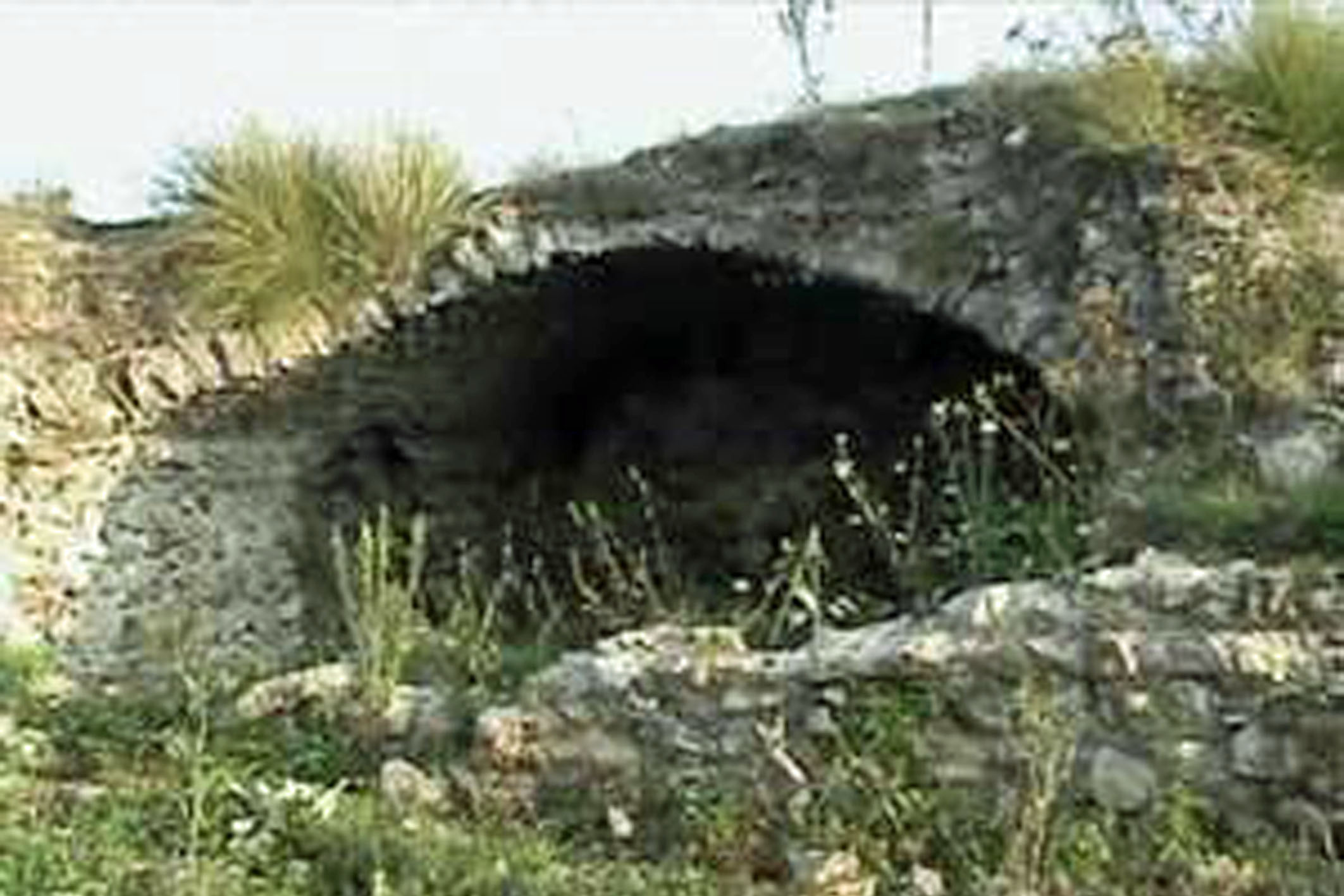
Rocca Angitola, Ruderi Torremastio Normanna
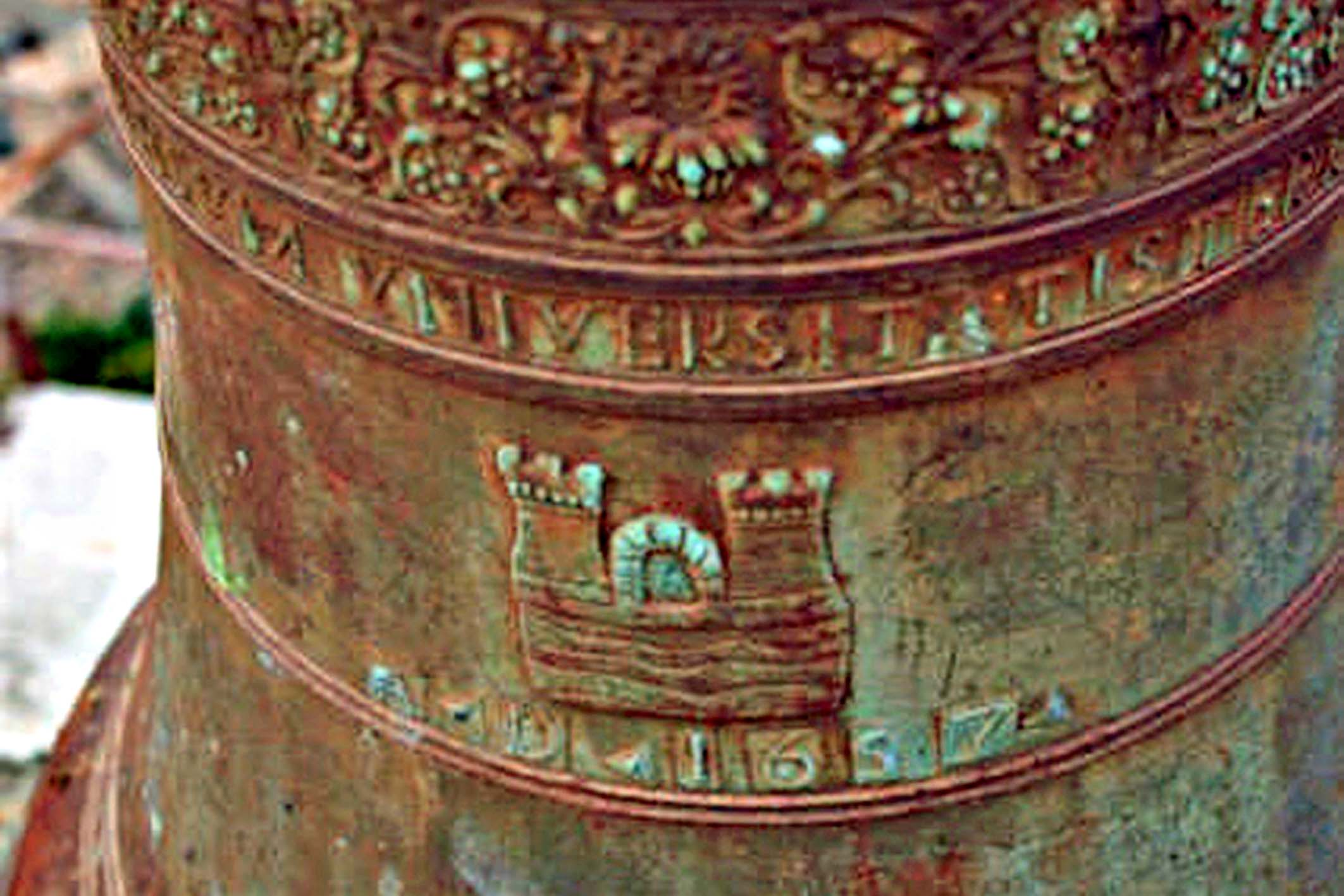
Stemma Araldico sulla campana rilocata sul campanile della chiesa matrice di Maierato